# 2003 год в киберспорте

## Турниры
Ниже приведён список международных и национальных турниров, прошедших в 2003 году, ход и результаты которых удостоились освещения со стороны профессиональных сайтов и изданий.

### Июль
| Турнир                | Место проведения | Дата проведения | Дисциплины   | Призовой фонд |
| --------------------- | ---------------- | --------------- | ------------ | ------------- |
| ESWC 2003 Grand Final | Франция, Пуатье  | 8—13 июля       | Warcraft III |               |

### Октябрь
| Турнир                 | Место проведения       | Дата проведения       | Дисциплины                           | Призовой фонд |
| ---------------------- | ---------------------- | --------------------- | ------------------------------------ | ------------- |
| WC3L Season IV         |                        | 9 октября — 18 января | Warcraft III                         |               |
| World Cyber Games 2003 | Республика Корея, Сеул | 12—18 октября         | Counter-Strike, StarCraft: Brood War |               |

## Победители крупнейших соревнований
Победителями наиболее значительных киберспортивных соревнований в 2003 году, в число которых входят регулярно проводимые крупные турниры, собирающие лучших игроков в различных дисциплинах, а также турниры с крупным призовым фондом (более 10 000$ за первое место), стали следующие игроки и команды.

### StarCraft: Brood War
- Йонг Бум «Ogogo» Ли — World Cyber Games 2003 (20000$)